# Mansabá (sektor)
Mansaba Sector är en sektor i Guinea-Bissau.   Den ligger i regionen Oio, i den centrala delen av landet, 70 km nordost om huvudstaden Bissau.